# Dirk Jan de Geer
Dirk Jan de Geer, nascut el 14 de desembre de 1870 a Groningen i mort el 28 de novembre de 1960 a Soest, va ser un noble néerlandais, advocat, polític conservador i president del Consell dels Ministres dels Països-Baixos en dues ocasions: de 1926 fins a 1929, a continuació de 1939 a 1940, Més tard él va ser deshonrat per haver-hi recomanat un tractat de pau entra els Països Baixos i el Tercer Reich, el 1940.